# Operação Comandante-em-Chefe
Operação Comandante-em-Chefe (em persa: عملیات فرمانده کل قوا), (nome completo: "Comandante-em-chefe, Khomeini Ruhe-Khoda"), é o nome de uma operação militar lançada durante a guerra Irão-Iraque em 11 de junho de 1981 pelo Corpo da Guarda Revolucionária Islâmica contra exército iraquiano. A operação foi realizada com o objetivo de abrir o cerco de Abadã e também como um teste para a operação significativa de Samen-ol-A'emeh.
Nesta operação que ocorreu com um avanço de 3 quilómetros a favor das forças iranianas, as poderosas e significativas posições do exército iraquiano na área foram (re) capturadas pelo IRGC e pelo menos 32 tanques e veículos de transporte de pessoal foram destruídos e 1.496 forças iraquianas foram mortas, feridas e capturadas; por outro lado, 120 forças do IRGC foram mortas.